# 23-я стрелковая бригада
Не следует путать с 23-й стрелковой бригадой внутренних войск НКВД
23-я стрелковая бригада — воинское соединение СССР в Великой Отечественной войне.

## История
Формировалась по приказу «О сформировании 50 отдельных стрелковых бригад» № 00105 от 14 октября 1941 года с октября 1941 года в Харьковском военном округе, в том числе за счёт курсантов высших военных учебных заведений, являлась ударной курсантской бригадой. Отправлялась на фронт со станций Иловля, Солодча. На 1 января 1942 года в своём составе насчитывала 4524 человека.
В действующей армии с 28 декабря 1941 по 20 октября 1942 и с 14 января 1943 по 10 мая 1944 года.
7 января 1942 года введена в бой в ходе Любанской операции, однако, потеряв 50 человек убитыми и 302 ранеными, откатилась на исходные. В 8 утра 8 января 1942 года вновь введена в бой. Перед бригадой стояла задача вместе с двумя ротами 160-го отдельного танкового батальона атаковать противника на участке Горелово — Змейско и прорваться на железную дорогу между Мясным Бором и деревней Городище 2-е. В глубоком снегу лишь к 15:00 бригада сумела выйти на лёд Волхова, но огнём противника была остановлена и отброшена на восточный берег. Вновь перешла в наступление на левом фланге армии 13 января 1942 года при поддержке 845-го артиллерийского полка 267-й стрелковой дивизии, но была остановлена ещё на восточном берегу Волхова пулемётно-миномётным огнём и залегла. Лишь на следующий день бригада ротой автоматчиков и частью сил 3-го батальона сумела форсировать реку и начала продвижение к деревне Плотишно. За ними переправились остальные подразделения бригады и получили приказ наступления на деревню Ямно. 15 января 1942 года сосредоточившиеся 1-й и 3-й стрелковые батальоны, рота противотанковых ружей, отдельный батальон связи (без одного взвода), два разведывательных взвода, взвод автоматчиков, шесть 76-мм пушек, миномётный батальон и сапёрная рота перешли в атаку, ворвались в Ямно, и при больших потерях, продвигались через деревню, но были оттуда выбиты. Подразделениям бригады пришлось вновь подниматься в атаку, которая позволила занять окраины деревни. 17 января 1942 года бригада в составе так называемой «южной» группы вновь перешла в наступление, но успеха не достигла, хотя и сковала боем части 126-й пехотной дивизии. 20 января 1942 года противник, опасаясь окружения, оставил Ямно, и бригада, при поддержке десятка танков Т-60, взяла деревни Плотишино и Борисово. Таким образом, бригада вышла на дорогу, соединявшую берег Волхова и Мясной Бор. 22 января 1942 года бригада с запада атаковала опорный пункт «Красный Ударник» на берегу Волхова, оставшийся в тылу. и очистила его от противника, а также взяла деревню Лобково. 24 января 1942 года состоялся прорыв обороны и бригада была введена в прорыв, с целью наступления с тыла на крупный опорный пункт в деревне Любцы. Утром 25 января 1942 года в сильнейший мороз бригада перешла в наступление на Любцы с севера и северо-востока, однако безуспешно. К тому времени бригада понесла серьёзные потери: с 7 по 26 января 1942 года потеряла убитыми 399 человек, ранеными 886 человек, не считая 202 обмороженных и 318 пропавших без вести (большая часть из них, очевидно, приходится на неучтённых раненых). С 28 января 1942 года бригада меняет направление удара и начинает наступление на Земтицы и Земтицкие хутора, захват которых позволил бы атаковать Любцы с запада. К вечеру того же дня, несмотря на сильное авиационное воздействие, Земтицкие хутора были взяты. 29 января 1942 года бригада атаковала Земтицы, но безуспешно. К 4 февраля 1942 года бригаде в виде пополнения были переданы 48-й, 50-й и 95-й лыжные батальоны, и бригада была введена в прорыв, который был создан 13-м кавалерийским корпусом и продвигалась вслед за ним, обеспечивая его правый фланг. Первоначально бригаду направили на северный фас прорыва, к деревне Мостки. К 6 февраля 1942 года бригада вместе с 58-й стрелковой бригадой сосредоточились в лесу южнее деревни Ольховка и севернее деревни Новая Кересть. Там обе бригады получили задачу обойти с юга и запада опорные пункты врага в Ольховских хуторах и захватить их, а затем наступать на северо-восток, в тыл немецкой линии обороны, проходившей по шоссе у Мясного Бора, и овладеть там деревней Сенная Кересть, но 7 февраля 1942 года задача было отменена и бригада отправилась в марш для смены подразделений 87-й кавалерийской дивизии на рубеже деревень Вережино, Паншино, Филипповичи. Уточнённым распоряжением, полученным в селе Вдицко, бригаде предприсывалось форсированным маршем выйти в район Поддубье, Жилое Рыдно, Язвинка, сменив вместе с тем всего одним батальоном на рубеже Паншино — Волкино трёх полков 87-й и 25-й кавдивизий с задачей не допустить продвижения противника с направления Филипповичи, Лютка. С 9 февраля 1942 года бригада была передана в оперативное подчинение 366-й стрелковой дивизии, с 10 февраля 1942 года бригада ведёт встречные бои в районе Паншино — Волково с противником, который пытался прорваться через бригаду в тылы армии, а 15 февраля 1942 года бригада переходит в мощное наступление и выбивает противника из деревень Филипповичи, Любище, Волосково, Донец, Замостье, Лахуни и Солони. 18 февраля 1942 года бригада вновь совершает попытку наступления, на этот раз безуспешно. В этот же день один из батальонов бригады был выведен из боя и направлен к Красной Горке, таким образом, бригада понесла весьма ощутимые потери в личном составе и предпринимать дальнейшие попытки наступления уже не могла. В бригаде насчитывалось 2290 человек и с 19 февраля 1942 года бригада перешла к обороне, продвинувшись в направлении Новгорода дальше, чем любая часть из состава 2-й ударной армии и была передана в состав 52-й армии. С 22 марта 1942 года приблизительно на тех же рубежах бригада отбивает наступление противника, контратакой берёт деревню Никулино, которую удерживает и в апреле 1942 года, несмотря на атаки противника, которые продолжались и в первой половине мая 1942 года. 8 мая 1942 года бригада была возвращена в состав 2-й ударной армии.
В мае-июне 1942 года вела ожесточённые бои в ходе операции по выводу из окружения 2-й ударной армии: 22 мая 1942 года у деревни Филипповичи бригада была атакована, выбита из деревни, но контратакой сумела восстановить позиции. С 25 мая 1942 года бригада начала отход к озеру Тигода на промежуточный рубеж обороны, который бригаде предстояло оборонять, обеспечивая вывод войск 2-й ударной из окружения и к 29 мая 1942 года заняла оборону. На 1 июня 1942 года в бригаде насчитывалось 367 офицеров, 376 сержантов и старшин и 1280 рядовых. В течение мая-июня 1942 года с арьергардными боями отходит к Мясному Бору. Несмотря на постоянный натиск противника, ни разу не позволила прорвать свою оборону. На 15 июня 1942 года бригада занимал оборону левее 327-й стрелковой дивизии, по линии ручей Омутной — поляны севернее реки Трубица и Керести, затем постепенно отступала к Мясному Бору.
25 июня 1942 года в числе последних прорвавшихся, остатки бригады вышли из окружения в районе Мясного Бора. На 2 июля 1942 года в бригаде насчитывалось только 137 человек вместе с тыловыми службами (из окружения вышли 108 человек), и она была отведена в тыл на укомплектование.
Восстанавливалась в составе 6-го гвардейского стрелкового корпуса, в Синявинской операции принимает участие в составе 4-го гвардейского стрелкового корпуса, введена в бой 30 августа 1942 года вторым эшелоном, продвинулась южнее Синявино, была окружена, понесла большие потери и после выхода остатков бригады из окружения в район Гайтолово, отведена в тыл на переформирование.
Вновь начала переброску на фронт лишь в январе 1943 года под Великие Луки, сосредоточилась в районе деревни Грибушино и 16 января 1943 года перешла в наступление, действуя совместно со 150-й стрелковой дивизией и пытаясь подрезать клин наступления немецкого удара на Великие Луки. В ходе тяжёлого пятидневного наступления продвинулась до Иванцева.
Затем держит оборону у Великих Лук вплоть до 1944 года. С 14 января 1944 года участвует в наступлении, известном как Насво-Маевская наступательная операция, наступает во втором эшелоне 97-го стрелкового корпуса. К началу операции занимает рубеж Федорухново, Полутина севернее Новосокольников
10 мая 1944 года бригада была обращена на формирование 325-й стрелковой дивизии.

## Подчинение
| Дата            | Фронт (округ)                                              | Армия               | Корпус                            | Примечания |
| --------------- | ---------------------------------------------------------- | ------------------- | --------------------------------- | ---------- |
| 01.11.1941 года | Харьковский военный округ                                  | -                   | -                                 | -          |
| 01.12.1941 года | Сталинградский военный округ                               | -                   | -                                 | -          |
| 01.01.1942 года | Волховский фронт                                           | 2-я ударная армия   | -                                 | -          |
| 01.02.1942 года | Волховский фронт                                           | 2-я ударная армия   | -                                 | -          |
| 01.03.1942 года | Волховский фронт                                           | 52-я армия          | -                                 | -          |
| 01.04.1942 года | Волховский фронт                                           | 52-я армия          | -                                 | -          |
| 01.05.1942 года | Ленинградский фронт (Группа войск Волховского направления) | 52-я армия          | -                                 | -          |
| 01.06.1942 года | Ленинградский фронт (Волховская группа войск)              | 2-я ударная армия   | -                                 | -          |
| 01.07.1942 года | Волховский фронт                                           | 2-я ударная армия   | -                                 | -          |
| 01.08.1942 года | Волховский фронт                                           | -                   | 6-й гвардейский стрелковый корпус | -          |
| 01.09.1942 года | Волховский фронт                                           | -                   | 4-й гвардейский стрелковый корпус | -          |
| 01.10.1942 года | Волховский фронт                                           | 2-я ударная армия   | 4-й гвардейский стрелковый корпус | -          |
| 01.11.1942 года | Резерв Ставки ВГК                                          | 3-я резервная армия | -                                 | -          |
| 01.12.1942 года | Резерв Ставки ВГК                                          | 3-я резервная армия | -                                 | -          |
| 01.01.1943 года | Резерв Ставки ВГК                                          | 3-я резервная армия | -                                 | -          |
| 01.02.1943 года | Калининский фронт                                          | 3-я ударная армия   | -                                 | -          |
| 01.03.1943 года | Калининский фронт                                          | 3-я ударная армия   | -                                 | -          |
| 01.04.1943 года | Калининский фронт                                          | 3-я ударная армия   | -                                 | -          |
| 01.05.1943 года | Калининский фронт                                          | 3-я ударная армия   | -                                 | -          |
| 01.06.1943 года | Калининский фронт                                          | 3-я ударная армия   | -                                 | -          |
| 01.06.1943 года | Калининский фронт                                          | 3-я ударная армия   | -                                 | -          |
| 01.07.1943 года | Калининский фронт                                          | 3-я ударная армия   | -                                 | -          |
| 01.08.1943 года | Калининский фронт                                          | 3-я ударная армия   | -                                 | -          |
| 01.09.1943 года | Калининский фронт                                          | 3-я ударная армия   | -                                 | -          |
| 01.10.1943 года | Калининский фронт                                          | 3-я ударная армия   | -                                 | -          |
| 01.11.1943 года | 2-й Прибалтийский фронт                                    | 22-я армия          | -                                 | -          |
| 01.12.1943 года | 2-й Прибалтийский фронт                                    | 22-я армия          | -                                 | -          |
| 01.01.1944 года | 2-й Прибалтийский фронт                                    | 22-я армия          | -                                 | -          |
| 01.02.1944 года | 2-й Прибалтийский фронт                                    | 22-я армия          | 97-й стрелковый корпус            | -          |
| 01.03.1944 года | 2-й Прибалтийский фронт                                    | 22-я армия          | 97-й стрелковый корпус            | -          |
| 01.04.1944 года | 2-й Прибалтийский фронт                                    | 22-я армия          | -                                 | -          |
| 01.05.1944 года | 2-й Прибалтийский фронт                                    | 22-я армия          | -                                 | -          |

## Командиры
- Шишлов, Василий Иванович (01.12.1941 — 01.03.1942), полковник;
- Коркин, Николай Петрович (21.02.1942 — 24.04.1942), полковник;
- Клюнников, Пётр Григорьевич (01.05.1942 — ?), полковник;
- Прокопенко, Григорий Филиппович (03.07.1942 — ?), подполковник;
- Сокуров, Георгий Петрович (15.07.1942 — 13.10.1942), полковник;

…
- Писаренко, Сергей Алексеевич (19.04.1943 — 12.06.1943), полковник;
- Чесноков, Василий Константинович (12.06.1943 — 25.01.1944), подполковник;
- Гончаров, Денис Александрович (25.01.1944 — 15.05.1944), полковник.